# Travis Japan Live tour 2021 IMAGE NATION〜全国ツアーしちゃってもいいですかっ!?〜
『Travis Japan Live tour 2021 IMAGE NATION〜全国ツアーしちゃってもいいですかっ!?〜』（トラビスジャパン ライブ ツアー 2021 イメージ ネーション ぜんこくツアーしちゃってもいいですかっ）は、Travis JapanのライブDVD。2022年1月31日にJI Labelから発売。

## 概要
2021年11月1日から11月30日までのJohnnys' ISLAND STORE ONLINE限定・受注生産販売商品として販売された。
本作は、Travis Japanが全国12都市で開催した自身初のホールツアー、2021年4月の東京・東京ガーデンシアター公演の模様を収録。
特典映像として長期にわたって全国を旅するメンバーを追った、ツアードキュメンタリーを収録している。

## 収録内容

### Disc 1
- 「IMAGE NATION」ライブ映像

### Disc 2
- 「IMAGE NATION」ツアードキュメンタリー